# Ашваганда
Ашвагандата (Withania somnifera) е растение от семейство Картофови. Тя е широко използвана в традиционната индийска медицина заради своите адаптогенни свойства и широк спектър от терапевтични ползи.

## Описание
Ашвагандата е многогодишен храст, който достига височина от 30 до 150 см. Листата му са овални и тъмнозелени, а цветчетата са малки, зеленикаво-жълти. Плодовете на ашвагандата са червеникави или оранжеви и приличат на малки череши. Среща се в Африка, Средиземноморието и Индия.

## Химичен състав
Полезните свойства на растението се дължат на високата концентрация на съединенията витаферин А и витанолид А, кръстени специално на него. Те оказват благоприятно влияние върху метаболизма, хормоналния баланс и нивата на невротрансмитерите в организма.

## Традиционни приложения
В традиционната аюрведическа медицина ашвагандата се използва за намаляване на стреса и тревожността, подобряване на когнитивните функции и паметта, укрепване на имунната система, подобряване на физическата издръжливост, облекчаване на симптомите на артрит и други.

## Противопоказания и странични ефекти
Ашвагандата е безопасна за повечето хора, но може да предизвика странични ефекти като стомашно-чревни разстройства, сънливост и алергични реакции. Бременните и кърмещи жени, както и хората с автоимунни заболявания трябва да избягват употребата на растението поради липсата на достатъчно изследвания.. 
Други странични ефекти на ашваганда са свързани със прекомерното стимулиране на имунната система, което може да влоши симптомите при автоимунни заболявания като  ревматоиден артрит, множествена склероза или лупус. Хора с такива състояния трябва да избягват употребата на растението.